# Sumbermulyo (Tlogowungu)
Sumbermulyo is een bestuurslaag in het regentschap Pati van de provincie Midden-Java, Indonesië. Sumbermulyo telt 2927 inwoners (volkstelling 2010).